# أخلوف (أخلوف)
أخلوف هو دُوَّار يقع بجماعة بوزروال، إقليم زاكورة، جهة درعة تافيلالت في المملكة المغربية. ينتمي الدوّار لمشيخة أخلوف التي تضم 5 دواوير. يقدر عدد سكانه بـ 2167 نسمة حسب الإحصاء الرسمي للسكان والسكنى لسنة 2004.

## وصلات خارجية
- البوابة الوطنية للجماعات الترابية
- المندوبية السامية للتخطيط